# ريفاميسن
ريفاميسين الذي يُباع تحت الاسم التجاري Aemcolo، هو مضاد حيوي يستخدم لعلاج إسهال المسافرين. لا ينصح به في حالة وجود حمى أو براز دموي. يؤخذ عن طريق الفم.
تشمل الآثار الجانبية الشائعة الصداع والإمساك. وقد تشمل المطثية العسيرة المرتبطة بالإسهال. السلامة في الحمل والرضاعة الطبيعية غير واضحة. وهو ينتمي إلى فئة الأدوية ريفاميسين.